# Micky Weche
Micky Weche (Kenia, 1965) es un exfutbolista de Kenia que jugaba en la posición de defensa.

## Carrera

### Club
Jugó toda su carrera con el AFC Leopards de 1985 a 1995, equipo con el que fue campeón nacional en cuatro ocasiones y tres copas nacionales; considerado como uno de los mejores defensas que hayan jugado en la liga keniana de fútbol.

### Selección nacional
Jugó para Kenia en 14 ocasiones de 1985 a 1992 y anotó un gol, el cual fue el 14 de enero de 1992 en la derrota por 1-2 ante Nigeria en la Copa Africana de Naciones 1992. También participó en la Copa Africana de Naciones 1990.

## Logros
- Liga keniana de fútbol (4): 1986, 1988, 1989, 1992
- Copa de Kenia (3): 1985, 1991, 1994